# Liste der Biografien/Do
Liste der Biografien |
Portal Biografien |
Personensuche
# |
A |
B |
C |
D |
E |
F |
G |
H |
I |
J |
K |
L |
M |
N |
O |
P |
Q |
R |
S |
T |
U |
V |
W |
X |
Y |
Z |
?
 
Da |
Db |
Dc |
Dd |
De |
Dg |
Dh |
Di |
Dj |
Dk |
Dl |
Dm |
Dn |
Do |
Dq |
Dr |
Ds |
Du |
Dv |
Dw |
Dy |
Dz
 
Doa |
Dob |
Doc |
Dod |
Doe |
Dof |
Dog |
Doh |
Doi |
Doj |
Dok |
Dol |
Dom |
Don |
Doo |
Dop |
Doq |
Dor |
Dos |
Dot |
Dou |
Dov |
Dow |
Dox |
Doy |
Doz
Die Liste der Biografien führt alle Personen auf, die in der deutschsprachigen Wikipedia einen Artikel haben. Dieses ist eine Teilliste mit 23 Einträgen von Personen, deren Namen mit den Buchstaben „Do“ beginnt.

## Do
- Do Couto Texeira, Lisa, französische Schauspielerin
- Đỗ Mạnh Hùng, Joseph (* 1957), vietnamesischer Geistlicher, römisch-katholischer Bischof von Phan Thiết
- Do Marcolino, Alan (* 2002), gabunisch Fußballspieler
- Do Marcolino, Fabrice (* 1983), gabunischer Fußballspieler
- Đồ Phồn († 1990), vietnamesischer Schriftsteller
- Đỗ Quang Khang, Joseph (* 1965), vietnamesischer Geistlicher, römisch-katholischer Bischof von Bắc Ninh
- Đỗ Quốc Luật (* 1993), vietnamesischer Langstreckenläufer
- Do Reyes, Joaquín (1905–1987), argentinischer Bandoneonist, Bandleader und Tangokomponist
- Đỗ Thị Hải Yến (* 1982), vietnamesische Schauspielerin und Filmproduzentin
- Đỗ Thị Ngân Thương (* 1989), vietnamesische Turnerin
- Do Thi, Huong (* 1994), deutsche Tischtennisspielerin
- Đỗ Thích († 979), Mörder des vietnamesischen Herrschers Đinh Bộ Lĩnh
- Đỗ Văn Ngân, Gioan (* 1953), vietnamesischer Geistlicher, römisch-katholischer Bischof von Xuân Lộc
- Do, Anh-Tuan (* 1971), deutscher Taekwondoin
- Đỗ, Chu (* 1944), vietnamesischer Schriftsteller
- Do, Dong-hyun (* 1993), südkoreanischer Fußballspieler
- Do, Gyeong-dong (* 1999), südkoreanischer Säbelfechter
- Do, Jong Hwan (* 1955), südkoreanischer Lyriker und Abgeordneter der Gukhoe
- Do, Mattie, US-amerikanische Regisseurin
- Đỗ, Mười (1917–2018), vietnamesischer Politiker
- Do, Peter, vietnamesisch-amerikanischer Modedesigner
- Do, Tristan (* 1993), thailändischer Fußballspieler
- Đỗ, Tuấn Đức (* 1996), vietnamesischer Badmintonspieler